# 삼성 갤럭시 A01 Core
삼성 갤럭시 A01 Core는 2020년 7월에 공개한 삼성전자의 안드로이드 Go 스마트폰이다.